# Francis Cadell (Maler)

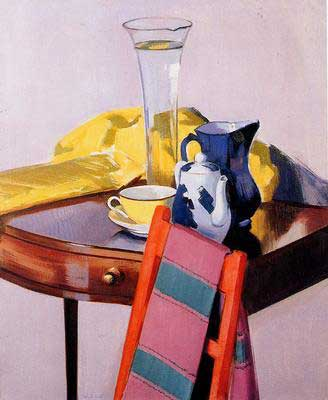
Francis Cadell: The Vase of Water, 1922

Francis Campbell Boileau Cadell (* 12. April 1883 in Edinburgh; † 6. Dezember 1937 in Edinburgh) war ein britischer Maler aus der Gruppe der schottischen Koloristen.

## Leben
Im Alter von 16 Jahren ging Cadell nach Paris, um an der Académie Julian zu studieren. Der Kontakt mit der französischen Avantgarde, dem Fauvismus und besonders die Nähe zu Henri Matisse waren maßgeblich beteiligt an der Entwicklung seines künstlerischen Schaffens. Nach seiner Rückkehr nach Schottland wurden seine Werke regelmäßig in Edinburgh, Glasgow und London ausgestellt.
Cadell schuf zahlreiche Landschaftsbilder, Innenansichten, Stillleben und figürliche Darstellungen sowohl in Öl als auch als Aquarelle. Besonders bekannt ist er jedoch für seine Porträts in lebhaften Farben.
Eine seiner bevorzugten Landschaften war die schottische Hebrideninsel Iona, die er zuerst 1912 aufsuchte und die eine zentrale Rolle in seinen Landschaftsbildern einnimmt. In den 1920er Jahren verbrachte er mehrere Sommer dort zusammen mit Samuel Peploe, einem weiteren Maler der Gruppe der schottischen Koloristen.
Seine jüngere Schwester war die Schauspielerin Jean Cadell.